# Hậu cung Chân Hoàn truyện (tiểu thuyết)
Hậu cung Chân Hoàn truyện (chữ Hán: 后宫甄嬛传) là một tiểu thuyết chương hồi thể loại cổ trang, cung đấu của tác giả Lưu Liễm Tử (流潋紫), gồm 7 tập. Được xuất bản vào năm 2007, tiêu thụ hơn 20.000 bản.
Tiểu thuyết được làm thành phim, tức là bộ phim Chân Hoàn truyện, một bộ phim cung đấu trở thành hiện tượng không chỉ trong thị trường Trung Quốc mà còn lan sang các nước khác như Hàn Quốc, Nhật Bản và Việt Nam. Đặc biệt, phim được mua bản quyền và phát sóng tại Hoa Kỳ.

## Tên gọi
Tên truyện lấy tên nữ chính đặt, chữ [嬛] của tên nữ chính thực ra có ba cách đọc là "Hoàn", "Huyên" và "Quỳnh". Ở đây để phân biệt với phim Chân Hoàn truyện, bài viết Wikipedia này chọn cách đọc "Huyên", chứ về mặt chữ là như nhau. Do đó, nhân vật Chân Hoàn được gọi thành [Chân Huyên] trong bài.

## Cốt truyện
Tiểu thuyết đặt ở một triều đại hư cấu có tên gọi Đại Chu (大周), dưới thời kì trị vì của Càn Nguyên Hoàng đế Huyền Lăng.
Vào năm Càn Nguyên thứ 12, thiếu nữ Chân Huyên, xuất thân con nhà cao quý, dù không tình nguyện nhưng vẫn phải theo ý chỉ tham gia Tuyển tú cho Hoàng đế. Bởi vì dung mạo giống với người vợ quá cố của Huyền Lăng, Thuần Nguyên Hoàng hậu Chu Nhu Tắc, nên Chân Huyên được Huyền Lăng thập phần sủng ái, vừa vào Tử Áo Thành đã được phong Chính lục phẩm Quý nhân, phong hiệu 「Hoàn; 莞」.
Có được ân sủng, Chân Huyên mơ mộng một mối tình với Huyền Lăng, dần dần vướng vào tranh đấu với các tần phi khác như Hoa phi Mộ Dung Thế Lan, Mẫn phi Hồ Uẩn Dung, bên cạnh đó là mối tâm giao xen lẫn hận thù giữa Thẩm Mi Trang và An Lăng Dung. Cuối cùng, Chân Hoàn ôm lấy mối tình khắc cốt ghi tâm với Thanh Hà vương Huyền Thanh, em trai khác mẹ với Hoàng đế Huyền Lăng, khi nàng nhận ra mình chỉ là thế thân của Thuần Nguyên Hoàng hậu. Quá sốc về sự thực này, Chân Huyên sinh hạ con gái xong liền bỏ đi tu ở chùa Cam Lộ, và tại đó Chân Huyên gặp gỡ và chính thức yêu Huyền Thanh. Với Huyền Thanh, Chân Huyên mang thai cặp song sinh trai gái Dư Hàm và Linh Tê. Về sau khi nghe tin Huyền Thanh tử trận, Chân Huyên tìm cách quay trở về cung, đem hai đứa trẻ khéo léo lừa Huyền Lăng nhận làm con mình, để bước đầu một cuộc đời mới với tước hiệu Hoàn phi (莞妃). Đối thủ cuối cùng của Chân Huyên là Hoàng hậu Chu Nghi Tu, em gái của Thuần Nguyên Hoàng hậu và cũng là thủ phạm gây ra cái chết của Thuần Nguyên Hoàng hậu năm nào.
Cuối tiểu thuyết, Chân Huyên độc sủng hậu cung, trở thành Siêu phẩm Hoàng quý phi, vị đồng Phó hậu. Vì để trả thù Huyền Lăng, Chân Huyên liên tục tuyển tú, dùng dược đầu độc Huyền Lăng, rắp tâm phò trợ con trai của Thẩm Mi Trang với Ôn Thực Sơ là Thái tử Dư Nhuận lên ngôi Hoàng đế, xưng gọi Chính Chương Đế. Hoàng quý phi Chân Huyên trở thành Minh Ý Hoàng thái hậu (明懿皇太后), còn Thẩm Mi Trang do là mẹ đẻ của Hoàng đế được truy tôn làm Chiêu Huệ Ý An Thái hậu (昭惠懿安太后). Cũng theo lời kể của Chân Huyên, về sau Dư Nhuận không có cháu nội, con của Dư Nhuận phải đem cháu của Dư Hàm lên ngôi.

## Hệ thống hậu cung
Tiểu thuyết giả tưởng lấy đề tài hậu cung, nên Lưu Liễm Tử xây dựng riêng một hệ thống Đại Chu hậu cung phức tạp. Hoàng cung của Đại Chu được gọi là Tử Áo Thành (紫奥城), có các các cung lớn nhất, bên trong là đủ các thể loại điện, các hay đường, tạo thành hình ảnh hậu cung mấy ngàn giai lệ.
Theo quy định trong thế giới này, từ chính tam phẩm trở lên là "Chủ vị" (主位) của một cung, nắm được chủ điện trung tâm của cung ấy và được gọi thành "Chủ tử" (主子) hoặc "Nương nương" (娘娘), từ chính tam phẩm trở xuống chỉ được gọi là "Tiểu chủ" (小主) và được phân bố vào các lầu, các hoặc đường nằm trong cung ấy mà thôi. Cũng theo quy định chung của tiểu thuyết, tùy theo bậc tước vị mà sẽ sử dụng phong hiệu hoặc họ để phân biệt thân phận từng người. Ngoài ra, từ chính tam phẩm trở lên có quyền xử lý vấn đề của cung điện mà mình ở hoặc phụ giúp hoàng hậu chuyện hậu cung.
| Phẩm trật                                                             | Tước vị | Ghi chú |
| Vô thượng phẩm                                                        | Hoàng hậu (皇后) | Bậc chí tôn, chỉ 1 người tại vị. |
| Không rõ                                                              | Hoàng quý phi (皇貴妃) | Vốn không có, do sủng ái Hoàn Thục phi Chân Huyên mà Càn Nguyên Đế Huyền Lăng thiết lập, "Vị đồng Phó hậu" (位同副后).                                                                                   |
| Chính nhất phẩm                                                       | Quý phi (貴妃), Thục phi (淑妃), Hiền phi (賢妃), Đức phi (德妃)                                                                                              | Được gọi chung Tứ phi (四妃), trừ Quý phi còn lại không giữ phong hiệu. Tuy nhiên do Huyền Lăng sủng ái Chân Huyên mà giữ lại phong hiệu, do vậy Thục phi Chân Huyên được gọi là Hoàn Thục phi (莞淑妃). |
| Tòng nhất phẩm                                                        | Phu nhân (夫人) | Có 2 người, phong hiệu 2 chữ. |
| Chính nhị phẩm                                                        | Phi (妃) | Có 3 người, phong hiệu 1 chữ. |
| Tòng nhị phẩm                                                         | Chiêu nghi (昭儀), Chiêu viên (昭媛), Chiêu dung (昭容), Thục nghi (淑儀), Thục viên (淑媛), Thục dung (淑容), Tu nghi (修儀), Tu viên (修媛), Tu dung (修容) | Được gọi chung là Cửu tần (九嬪), mỗi vị một người, không giữ phong hiệu mà lấy họ phân biệt. |
| Chính tam phẩm                                                        | Quý tần (貴嬪) | Được 5 người, phong hiệu 1 chữ. |
| Từ đây trở lên được làm chủ 1 cung, tức "Nhất cung Chủ vị" (一宮主位) | | |
| Tòng tam phẩm                                                         | Tiệp dư (婕妤) | Vô định số, lấy họ phân biệt. |
| Chính tứ phẩm                                                         | Dung hoa (容華) | Vô định số, lấy họ phân biệt. |
| Tòng tứ phẩm                                                          | Uyển nghi (婉儀), Phương nghi (芳儀), Phân nghi (芬儀), Đức nghi (德儀), Thuận nghi (順儀)                                                                    | Mỗi vị một người, lấy họ phân biệt. |
| Chính ngũ phẩm                                                        | Tần (嬪) | Vô định số, phong hiệu 1 chữ. |
| Tòng ngũ phẩm                                                         | Tiểu nghi (小儀), Tiểu viên (小媛), Lương viên (良媛), Lương đệ (良娣)                                                                                        | Lấy họ phân biệt. |
| Chính lục phẩm                                                        | Quý nhân (貴人) | Vô định số, phong hiệu 1 chữ hoặc 2 chữ. |
| Tòng lục phẩm                                                         | Tài nhân (才人), Mỹ nhân (美人) | Vô định số, lấy họ phân biệt. |
| Chính thất phẩm                                                       | Thường tại (常在), Nương tử (娘子) | Vô định số, phong hiệu 1 chữ hoặc 2 chữ, hoặc lấy họ phân biệt. |
| Tòng thất phẩm                                                        | Tuyển thị (選侍) | Vô định số, không phong hiệu. |
| Chính bát phẩm                                                        | Thải nữ (采女) | Vô định số, không phong hiệu. |
| Tòng bát phẩm                                                         | Canh y (更衣) | Vô định số, không phong hiệu. |

Chú thích: trong phim Chân Hoàn truyện, Chân Hoàn được thụ phong "Chính lục phẩm Thường tại", đây hoàn toàn là dựa vào câu thoại nguyên gốc của tiểu thuyết, mà trong tiểu thuyết thì Chân Huyên thụ phong Quý nhân - chính là hàm chính lục phẩm như trên.
Hệ thống tước vị Hậu phi của hậu cung nhà Thanh hoàn toàn chỉ chia theo "Đẳng giai", không chia theo "Phẩm trật", ngoài ra hậu cung nhà Thanh cũng không chia bậc "Chủ vị" từ tước nào trở lên, cũng không có quyền hạn xử lý hậu cung trực tiếp mà là do quan viên Nội vụ phủ tiếp quản. Những đặc điểm xây dựng về xưng hô và khoảng cách thứ bậc hậu phi trong phim từng khiến cho rất nhiều người ngộ nhận và có nhiều loạt bài sửa đổi hậu phi nhà Thanh dựa vào những gì mà phim Chân Hoàn truyện xây dựng.

## Các tuyến nhân vật

### Nhân vật chính
| Nhân vật             | Nơi ở | Giới thiệu | Ghi chú |
| Chân Huyên (甄嬛)    | Chân phủ (甄府) Đường Lê cung Oánh Tâm đường (棠梨宮瑩心堂) Đường Lê cung Oánh Tâm điện (棠梨宮瑩心殿) Cam Lộ tự (甘露寺) Lăng Vân phong (凌雲峰) Vị Ương cung Nhu Nghi điện (未央宮柔儀殿) Di Ninh cung (頤寧宮) | Chính lục phẩm Hoàn Quý nhân (正六品莞貴人) → Chính ngũ phẩm Hoàn tần (正五品莞嬪) → Tòng tứ phẩm Chân Uyển nghi (從四品甄婉儀) → Tòng tam phẩm Chân Tiệp dư (從三品甄婕妤) → Chính tam phẩm Hoàn Quý tần (正三品莞貴嬪) → Tòng nhị phẩm Chân Chiêu nghi (從二品甄昭儀) (chưa thụ sách xong) → Mạc Sầu (莫愁) → Chính nhị phẩm Hoàn phi (正二品莞妃) → Chính nhất phẩm Hoàn Thục phi (正一品莞淑妃) → Hoàng quý phi (皇貴妃) → Minh Ý Hoàng thái hậu (明懿皇太后) . Chữ Hán của nhân vật là [嬛], đọc thành "Hoàn", "Huyên" hay "Quỳnh" đều được, do tránh nhầm với nhân vật trên phim (là Chân Hoàn) nên gọi thành Chân Huyên. Nàng xuất thân danh gia, con gái Lại bộ Thị lang là Chân Viễn Đạo (甄远道). Vốn có lót chữ "Ngọc" (玉), tức Chân Ngọc Huyên, sau cảm thấy chữ Ngọc tầm thường mà chỉ để thành Chân Huyên. Ban đầu yêu thương Huyền Lăng, nguyện cùng lang quân tình cảm không dứt, cùng Mộ Dung Thế Lan tranh sủng gay gắt nửa đời. Sau bị Hoàng hậu Chu Nghi Tu vạch trần sự thật, biết được mình chỉ là thế thân của Thuần Nguyên Hoàng hậu nên rất đau khổ, bỏ đi tu ở chùa Cam Lộ với pháp hiệu 「Mạc Sầu」. Ở chùa Cam Lộ, Chân Huyên phát sinh mối tình trái đạo với em chồng là Thanh Hà vương Huyền Thanh, sau mang thai con của Huyền Thanh để hồi cung với thân phận Hoàn phi, cùng Hoàng hậu Chu Nghi Tu tranh đấu. Có tình cảm chị em với Thẩm Mi Trang, nuôi dưỡng con trai của Mi Trang với Thái y Ôn Thực Sơ là Dư Nhuận, khiến Dư Nhuận thuận lợi làm Thái tử, đăng cơ làm Chính Chương Đế, do đó cũng thuận lợi được Tân Đế tôn làm Hoàng thái hậu. Sinh ra Lung Nguyệt Đế cơ, Hoàng tam tử Triệu vương Dư Hàm, Linh Tê Đế cơ và Tuyết Phách Đế cơ. Trừ ra Lung Nguyệt là con gái của Huyền Lăng, còn lại đều là con trai con gái của tình nhân Huyền Thanh. | Trong phim Chân Hoàn truyện, Chân thị ở Túy Ngọc hiên, sau ở Vĩnh Thọ cung. Vì để phù hợp bối cảnh lịch sử, Chân thị được sửa thành Nữu Hỗ Lộc Chân Hoàn, sửa phong hiệu làm 「Hi; 熹」, được công bố là mẹ của Tứ A ca Hoằng Lịch, lấy hình ảnh của Hiếu Thánh Hiến Hoàng hậu |
| Chu Nghi Tu (朱宜修) | Phượng Nghi cung Chiêu Dương điện (鳳儀宮昭陽殿) | Chính nhị phẩm Nhàn phi (正二品嫻妃) → Chính nhất phẩm Nhàn Quý phi (正一品嫻貴妃) → Hoàng hậu (皇后) → Ôn Dụ Hoàng hậu (温裕皇后; truy phong bởi Chính Chương Đế) . Hoàng hậu thứ hai của Huyền Lăng, em gái cùng cha khác mẹ của Thuần Nguyên Hoàng hậu Chu Nhu Tắc và là cháu của Chiêu Thành Thái hậu Chu Thành Bích. Lòng dạ tàn nhẫn độc ác, vì mẹ là thiếp nên rất để tâm thân phận "Thứ xuất" (庶出) của mình. Dù là con gái của thiếp, Chu Nghi Tu lại hiểu biết rộng, không chỉ giỏi điều chế hương liệu, lại còn nhuần nhuyễn thư pháp cũng như tinh thông y thuật. Một người quyết đoán không tranh sủng, nhưng lại ra tay với tất cả phi tần có thai. Ban đầu được khắc họa là người hiền dịu, có vẻ yếu thế trước Mộ Dung Thế Lan, dù thực tế biết rõ chuyện Huyền Lăng kiêng dè Thế Lan. Sau khi Cung Khác Hiền phi Thang Tĩnh Ngôn qua đời, một tay nuôi dưỡng Hoàng trưởng tử Dư Ly. Cuối cùng vì bị Chân Huyên tố giác giết chết Thuần Nguyên Hoàng hậu, bị tước sách bảo và danh hiệu Hoàng hậu, sau khi qua đời chỉ dùng nghi lễ Quý phi an táng vào Càn lăng Phi viên tẩm. Chính Chương Đế lên ngôi, Chu Nghi Tu phẫn uất vì không được tôn làm Hoàng thái hậu mà qua đời, Tân Đế theo lệ truy tôn thụy hiệu làm Ôn Dụ Hoàng hậu. Có một con trai chưa kịp đặt tên, là Hoàng trưởng tử trên thực tế của Huyền Lăng, 3 tuổi sốt cao mà chết. | Trong phim Chân Hoàn truyện, hai chị em Chu thị được đem thành Hiếu Kính Hiến Hoàng hậu Ô Lạp Na Lạp thị, Thuần Nguyên Hoàng hậu là Ô Lạp Na Lạp Nhu Tắc, Phúc tấn đã qua đời của Ung Chính Đế, còn Nghi Tu là em gái, tức Ô Lạp Na Lạp Nghi Tu. Sau khi qua đời, cốt truyện vì chỉ để Thuần Nguyên Hoàng hậu làm "Hiếu Kính Hoàng hậu" duy nhất, mà Nghi Tu bị hiểu ngầm thành vô danh trong lịch sử |
| Huyền Lăng (玄凌)    | Nghi Nguyên điện (儀元殿) | Đại Chu Hoàng đế (大周皇帝) → Thánh Thần Chương Vũ Hiếu Hoàng đế (聖神章武孝皇帝) . Vị Hoàng đế thứ 4 của Đại Chu, niên hiệu Càn Nguyên (乾元), cũng gọi Càn Nguyên Đế. Mẹ là Chiêu Thành Thái hậu Chu Thành Bích, con trai thứ 4 của Tiên Đế là Long Khánh Đế. Si mê Thuần Nguyên Hoàng hậu Chu Nhu Tắc, dù đã hứa với Nghi Tu sau khi sinh Hoàng tử sẽ lập làm Hoàng hậu, nhưng khi nhìn thấy Nhu Tắc thì bèn xin Thái hậu ban hôn, khiến Nhu Tắc trở thành Hoàng hậu đầu tiên. Sau cái chết của Nhu Tắc, Huyền Lăng mãi tìm kiếm hình bóng của vợ trong vô số người con gái khác, trong đó có nhân vật nữ chính Chân Huyên. Năm Càn Nguyên thứ 30, băng hà. Sau khi qua đời, con trai của Thẩm Mi Trang và Ôn Thực Sơ là Dư Nhuận lên ngôi. Tôn thụy hiệu cho Huyền Lăng, miếu hiệu Hiến Tông (憲宗). | Trong phim Chân Hoàn truyện, vì để phù hợp bối cảnh, Huyền Lăng được để thành Ung Chính Đế |

### Nhân vật hậu phi
| Nhân vật                   | Nơi ở | Giới thiệu | Ghi chú |
| Chu Nhu Tắc (朱柔則)       | Phượng Nghi cung Tiêu Phòng điện (鳳儀宮椒房殿)                                                                               | Hoàng hậu (皇后) → Thuần Nguyên Hoàng hậu (纯元皇后; truy phong) . Hoàng hậu đầu tiên của Huyền Lăng, tiểu tự Uyển Uyển (菀菀), chị cùng cha khác mẹ của Ôn Dụ Hoàng hậu Chu Nghi Tu. Là con gái vợ cả nhà Chu gia, Chu Nhu Tắc sinh thời có tư sắc mỹ miều, được giáo dục bài bản để trở nên rất giỏi thi ca, đặc biệt tuyệt chiêu Đàn tỳ bà rất có tiếng tăm. Khi vào thăm Ôn Dụ Hoàng hậu lúc mang thai, Chu Nhu Tắc lọt vào mắt xanh của Huyền Lăng. Thuận theo ý chỉ của Chiêu Thành Thái hậu, Nhu Tắc trở thành Hoàng hậu, là Hoàng hậu được dùng lễ đại hôn trực tiếp đưa vào cung, không phải từ phi tần tấn lập. Từ khi vào cung, Nhu Tắc độc sủng, các phi tần dần bị ghẻ lạnh. Không chỉ có tài đàn ca, Nhu Tắc còn biết múa, thu thập lại điệu múa huyền thoại là "Kinh hồng vũ" (惊鸿舞) từ đời nhà Đường. Khi có thai, được Huyền Lăng chỉ định em gái Nghi Tu giúp an dưỡng, rồi bị Nghi Tu hãm hại sinh khó mà chết, nguyện Huyền Lăng để em gái Nghi Tu làm Kế hậu. Có một con trai duy nhất chưa kịp đặt tên, là Hoàng thứ tử thực tế của Huyền Lăng. Sau khi mất, Huyền Lăng viết một khúc "Thuật bi phú" (述悲賦) tưởng niệm, thụy hiệu đầy đủ là Thuần Nguyên Đôn Nghi Thục Huệ Hoàng hậu (純元敦宜淑惠皇后). | Trong phim Chân Hoàn truyện, hai chị em Chu thị được đem thành Hiếu Kính Hiến Hoàng hậu Ô Lạp Na Lạp thị, Thuần Nguyên Hoàng hậu là Ô Lạp Na Lạp Nhu Tắc, Phúc tấn đã qua đời của Ung Chính Đế, còn Nghi Tu là em gái, tức Ô Lạp Na Lạp Nghi Tu. Sau khi qua đời, cốt truyện vì chỉ để Thuần Nguyên Hoàng hậu làm "Hiếu Kính Hoàng hậu" duy nhất, mà Nghi Tu bị hiểu ngầm thành vô danh trong lịch sử |
| Thẩm My Trang (沈眉莊)     | Sướng An cung Tồn Cúc đường (暢安宮存菊堂) Đường Lê cung Oánh Tâm điện (棠梨宮瑩心殿)                                         | Tòng ngũ phẩm Thẩm Tiểu nghi (從五品沈小儀) → Chính ngũ phẩm Huệ tần (正五品惠嬪) → Chính tứ phẩm Thẩm Dung hoa (正四品沈容華) → Chính thất phẩm Thẩm Thường tại (正七品沈常在) → Chính tứ phẩm Thẩm Dung hoa → Tòng tam phẩm Thẩm Tiệp dư (從三品沈婕妤) → Chính tam phẩm Huệ Quý tần (正三品惠貴嬪) → Tòng nhị phẩm Thẩm Thục viên (從二品沈淑媛) → Chính nhị phẩm Huệ phi (正二品惠妃) → Chính nhất phẩm Đức phi (正一品德妃; truy phong) → Chính nhất phẩm Huệ Nghi Quý phi (正一品惠儀貴妃; truy phong) → Chiêu Huệ Ý An Thái hậu (昭惠懿安太后; truy tôn bởi Chính Chương Đế) . Con gái của Tế Châu Đô đốc tên Thẩm Tự Sơn (沈自山). Nghi dung đoan chính, nhập cung cùng Chân Huyên và An Lăng Dung, nhanh chóng đắc sủng, bị Hoa phi Mộ Dung Thế Lan ganh ghét, bày mưu khiến Thẩm My Trang tin tưởng mình có thai. Sau sự việc bại lộ, My Trang bị giáng làm Thường tại. Sau khi biết được My Trang bị hàm oan, Huyền Lăng cho khôi phục tước vị Dung hoa, song My Trang từ đấy luôn né tránh thánh sủng, chuyên tâm phục vụ Thái hậu Chu Thành Bích. Được lòng Thái hậu, My Trang được đặc chỉ tấn phong Quý tần, chính thức làm Chủ vị một cung. Sau một lần say rượu giao hoan với thái y Ôn Thực Sơ, My Trang có thai, Huyền Lăng cho là của mình mà thăng My Trang làm Thục viên. Sau bị An Lăng Dung hãm hại sinh khó xuất huyết, Huyền Lăng đặc chỉ ban thăng Huệ Phi. Sau vì di chứng hậu sản mà qua đời, truy phong Đức phi. Một lần nữa đại phong hậu cung, tấn truy Quý phi. Sinh ra con trai độc nhất Dư Nhuận, thực tế là con của Ôn Thực Sơ. Trước khi lâm chung, My Trang nhờ Chân Huyên bảo vệ đứa trẻ. Về sau Dư Nhuận thuận lợi làm Thái tử, khi đăng cơ truy tôn mẹ mình làm Hoàng thái hậu. | Trong phim Chân Hoàn truyện, Thẩm thị sinh ra con gái là Tịnh Hoà Công chúa, do chi tiết con trai và thân thế cha ruột không phù hợp thời Ung Chính. Cũng trong phim, Thẩm My Trang ban đầu trú tại Hàm Phúc cung, sau mới dọn đến Túy Ngọc hiên. |
| An Lăng Dung (安陵容)      | Minh Sắt cư (明瑟居) Trường Dương cung Cảnh Xuân điện (長楊宮景春殿)                                                          | Tòng thất phẩm An Tuyển thị (從七品安選侍) → Tòng lục phẩm An Mỹ nhân (從六品安美人) → Tòng ngũ phẩm An Tiểu viện (從五品安小媛) → Chính ngũ phẩm An tần (正五品安嬪) → Tòng tứ phẩm An Phân nghi (從四品安芬儀) → Chính tứ phẩm An Dung hoa (正四品安容華) → Chính tam phẩm An Quý tần (正三品安貴嬪) → Tòng nhị phẩm An Chiêu viên (從二品安昭媛) → Chính nhị phẩm Ly phi (正二品鸝妃) → Chính tam phẩm Ly Âm Quý tần (正三品鸝音貴嬪; truy thuỵ) . Con gái một nhà hàn vi, luôn bị các tần phi khác coi thường. Thời gian đầu thân thiết với Chân Huyên. Ban đầu không tranh sủng. Sau đó, phụ thân bị khép tội, nhờ Hoàng hậu Chu Nghi Tu mới được giải vây, từ đó chuyển sang phe cánh của Hoàng hậu. Từ khi nhập cung đến khi phong Phi mặc dù được sủng nhưng lại không có gia thế, do vậy vẫn luôn không có phong hiệu. Có giọng hát trời phú, biết sử dụng hương liệu. Được Hoàng Hậu cho người dạy để mô phỏng tiếng hát của Thuần Nguyên hoàng hậu nên đắc sủng. Bị Huyền Lăng đổi tên thành 「Ly Dung; 鸝容」 do Chân Huyên cố ý nói chữ "Lăng" của Lăng Dung phạm húy, cũng lấy chữ "Ly" này làm phong hiệu để phong Phi. Bị Hồ Uẩn Dung hạ thuốc mất giọng thì học điệu Kinh hồng vũ để tái đắc sủng. Mang thai nhưng cơ thể yếu đuối, không giữ được thai. Cố tình hiến kế cho Phó Như Kim dùng Ngũ thạch tán khiến Huyền Lăng suýt chết. Có tình cảm sâu đậm với anh ruột của Chân Huyên là Chân Hành, sau vì mù quáng mà thả chuột vào đại lao, hại chết vợ con của Chân Hành khiến Chân Hành đau khổ phát điên. Cuối cùng vì giúp Chu Nghi Tu mưu hại tần phi, An Lăng Dung bị Chân Huyên tính kế diệt trừ, giam cầm vào Cảnh Xuân điện. Cuối cùng ăn hạnh nhân tự sát. Trước khi chết, chuyển lời cho Chân Hành để nói với Chân Huyên bí mật cái chết của Thuần Nguyên Hoàng hậu. | Trong phim bỏ đi Chân Hành, nên nguyên nhân phản bội của An Lăng Dung là do Hoàng hậu châm ngòi. |
| Mộ Dung Thế Lan (慕容世蘭) | Mật Tú cung (宓秀宮) Vĩnh Hạng (永巷)                                                                                         | Chính ngũ phẩm Hoa tần (正五品華嬪) → Chính tứ phẩm Mộ Dung Dung hoa (正四品慕容容華) → Chính tam phẩm Hoa Quý tần (正三品華貴嬪) → Chính nhị phẩm Hoa phi (正二品華妃) → Tòng nhất phẩm Tích Hoa phu nhân (從一品皙華夫人) → Chính nhị phẩm Mộ Dung phi (正二品慕容妃) → Chính nhị phẩm Hoa phi → Tòng thất phẩm Mộ Dung Tuyển thị (從七品慕容選侍) → Tòng thất phẩm Thuận Tuyển thị (從七品順選侍; truy thụy) → Chính tam phẩm Thuận Thành Quý tần (正三品順成貴嬪; truy phong) . Xuất thân danh tộc Mộ Dung gia, con gái của Mộ Dung Huýnh (慕容迥). Mộ Dung gia khi ấy là gia tộc có binh quyền và đang có thế lực đương thời. Vì kiêng kị xuất thân, tuy ban cho tước vị cao, nhưng Huyền Lăng sợ nhà mẹ Mộ Dung gia có thể dựa vào việc Thế Lan có Hoàng tử mà kiềm hãm mình, do vậy mệnh Hoàng hậu Chu Nghi Tu điều chế thuốc phá thai và lệnh cho Đoan phi Tề Nguyệt Tân không hiểu chuyện đưa đến cho Thế Lan uống. Sau khi uống, Thế Lan bị sẩy thai, Huyền Lăng sai chế tạo "Hoan nghi hương" (欢宜香) với thành phần là xạ hương, loại hương này khiến Thế Lan qua nhiều năm dù toàn nhận thánh sủng nhưng hoàn toàn không thể có con. Gia tộc Mộ Dung vì cùng phe với Nhữ Nam vương Huyền Tế mà được gia phong tước Hầu, Huýnh là "Nhất đẳng Gia Nghị hầu" (一等嘉毅侯), hai anh trai của Thế Lan vì thế cũng thụ phong tước Bá. Quyền thế nhà họ Mộ Dung leo lên như vậy, Thế Lan cũng trở thành Tích Hoa phu nhân. Sau vì Đế-Hậu xuất cung, Thế Lan kiêu ngạo khiến Chân Huyên sẩy thai, Huyền Lăng đại nộ mà giáng làm Phi, tước bỏ phong hiệu "Hoa" vốn có. Sau vì thế lực Mộ Dung gia mà giả vờ tha bổng. Năm thứ 15, bình loạn Nhữ Nam vương, cha và anh của Thế Lan bị đoạt tước và chém đầu, trong cung Tào Cầm Mặc tố cáo Thế Lan bá hổ, độc hại Ôn Nghi Đế cơ, hại chết Phương Thuần Ý, câu kết cha anh trong vụ án Nhữ Nam vương, cuối cùng Thế Lan bị giáng làm Tuyển thị, bị cấm túc. Vì không tha cho Thế Lan, Chân Huyên mưu cùng Mi Trang đốt cung vu tội do Thế Lan làm, Huyền Lăng liền đem giam Thế Lan ở lãnh cung, đợi chỉ ban chết. Sau ở trong lãnh cung, Chân Huyên nói bí mật về Hoan nghi hương, Thế Lan tuyệt vọng mà đập đầu vào tường tự sát. Huyền Lăng vì cảm niệm thực sự có lỗi với Thế Lan, lấy lễ Tuyển thị an táng, sau đại phong hậu cung cũng truy phong làm Quý tần, cải táng bằng lễ Quý tần ở Thái lăng Phi viên tẩm. | Trong phim Chân Hoàn truyện, Mộ Dung thị được sửa thành Niên thị, tức Đôn Túc Hoàng quý phi |
| Hồ Uẩn Dung (胡蘊蓉)       | Yến Hy điện (燕禧殿) | Chính lục phẩm Xương Quý nhân (正六品昌貴人) → Chính ngũ phẩm Xương tần (正五品昌嬪) → Tòng tứ phẩm Hồ Đức nghi (從四品胡德儀) → Chính tứ phẩm Hồ Dung hoa (正四品胡容華) → Chính tam phẩm Xương Quý tần (正三品昌貴嬪) → Tòng nhị phẩm Hồ Chiêu nghi (從二品胡昭儀) → Chính nhị phẩm Xương phi (正二品昌妃; chưa sách phong) → Tòng ngũ phẩm Hồ Lương đệ (從五品胡良娣; chưa biếm thành) → Chính nhị phẩm Mẫn phi (正二品敏妃) → Tòng nhất phẩm Trang Mẫn phu nhân (從一品莊敏夫人) → Chính nhất phẩm Hồ Hiền phi (正一品胡賢妃) → Tòng lục phẩm Hồ Tài nhân (從六品胡才人) . Xuất thân đại gia tộc Hồ thị quyền uy một thời. Ngoại tổ mẫu là Vũ Dương Đại Trưởng công chúa, cô tổ mẫu của Càn Nguyên Đế Huyền Lăng, thân phụ là Tòng tam phẩm Ngân Thanh Quang lộc đại phu Hồ Ung Trường (胡雍長), bị Long Khánh Đế lưu đày biên cương, Uẩn Dung cùng mẹ là Tấn Khang Ông chúa được ở lại kinh sư do thân phận họ ngoại. Xuất thân cao quý, Hồ Uẩn Dung cực kỳ kiêu ngạo, nhắm tới vị trí Hoàng hậu, xem thường An Lăng Dung, là chủ mưu hạ thuốc làm Lăng Dung bị hủy giọng. Vào cung với thân phận Biểu muội của Huyền Lăng, Uẩn Dung dùng kế "Nắm tay ngọc" mà có được thánh sủng. Chống đối Hoàng hậu Chu Nghi Tu, sau khi Hoàng hậu thất sủng thì hãm hại Chân Huyên, sai người lấy thư giữa Ngọc Ẩn và Thanh Hà vương Huyền Thanh tố cáo Thanh Hà vương có tư tình với Chân Huyên, cũng là hung thủ gián tiếp khiến Huyền Thanh bị Huyền Lăng bức tử. Sau bị Lung Nguyệt Đế cơ tố giác trò nắm ngọc khi xưa là giả, cùng việc mẹ là Tấn Khang Công chúa dùng tà thuật mà giáng làm Tài nhân. Cuối cùng Chân Huyên giả truyền chỉ ý, đem Uẩn Dung ra Thượng lâm uyển hít tơ liễu, lên cơn hen suyễn mà chết. Sinh ra một con gái duy nhất là Hòa Mục Đế cơ, bị Chu Nghi Tu dùng thuốc khiến Hồ Uẩn Dung về sau không thể mang thai được nữa. | Do xuất thân đặc thù nên nhân vật bị xóa bỏ khỏi phim Chân Hoàn truyện, vai trò bị chia ra cho Qua Nhĩ Giai Văn Uyên cùng Hạ Ngải |
| Tề Nguyệt Tân (齊月賓)     | Phi Hương điện (披香殿) | Chính tam phẩm Đoan Quý tần (正三品端貴嬪) → Chính nhị phẩm Đoan phi (正二品端妃) → Chính nhất phẩm Đoan Quý phi (正一品端貴妃) → Đoan Khang Quý Thái phi (端康貴太妃) . Xuất thân từ Võ tướng thế gia, cha là Dũng Sĩ tướng quân Tề Phu (齊敷), hậu nhân của Khai quốc Nguyên huân Tề Bất Trì (齊不遲). Tiến cung sớm nhất, Tề Nguyệt Tân có phân vị cao do gia thế, sau bị Huyền Lăng bắt làm thế thân đưa thuốc phá thai cho Hoa Quý tần Mộ Dung Thế Lan uống, khiến Thế Lan bị sẩy thai. Trong lúc tức giận, Mộ Dung Thế Lan bắt Nguyệt Tân uống thuốc tuyệt dục, vĩnh viễn không có con. Sau khi Tào Cầm Mặc bị hại mà qua đời, Tề Nguyệt Tân dưỡng dục Ôn Nghi Đế cơ. | Trong phim trú tại Diên Khánh điện |
| Phùng Nhược Chiêu (馮若昭) | Sướng An cung Quân Chiêu điện (暢安宮昀昭殿)                                                                                  | Chính tứ phẩm Phùng Dung hoa (正四品馮容華) → Tòng tam phẩm Phùng Tiệp dư (從三品馮婕妤) → Chính tam phẩm Kính Quý tần (正三品敬貴嬪) → Tòng nhị phẩm Phùng Thục nghi (從二品馮淑儀) → Chính nhị phẩm Kính phi (正二品敬妃) → Chính nhất phẩm Phùng Đức phi (正一品馮德妃) → Hòa Kính Đức Thái phi (和敬德太妃) . Cha là Tề Châu tri phủ Phùng Tham (馮参), xuất thân vọng tộc, từ nhỏ chịu giáo dục trong cung. Từng cùng Hoa phi Mộ Dung Thế Lan trú ở cùng cung thất, nên bị "Hoan nghi hương" ảnh hưởng dẫn đến tuyệt dục. Sau khi Chân Huyên quyết định xuất gia, dưỡng dục Lung Nguyệt Đế cơ. | Trong phim trú tại Hàm Phúc cung |
| Từ Yến Nghi (徐燕宜)       | Ngọc Chiếu cung Không Thúy điện (玉照宮空翠殿)                                                                                | Chính bát phẩm Từ Thải nữ (正八品徐采女) → Tòng lục phẩm Từ Tài nhân (從六品徐才人) → Chính lục phẩm Từ Quý nhân (正六品徐貴人) → Tòng tứ phẩm Từ Uyển nghi (從四品徐婉儀) → Chính tứ phẩm Từ Dung hoa (正四品徐容華) → Tòng tam phẩm Từ Tiệp dư (從三品徐婕妤) → Chính tam phẩm Trinh Quý tần (正三品貞貴嬪) → Tòng nhị phẩm Từ Thục dung (從二品徐淑容) → Chính nhị phẩm Trinh phi (正二品貞妃) → Tòng nhất phẩm Trinh Nhất phu nhân (從一品貞一夫人) → Trinh Di Thái phi (貞怡太妃) . Được tuyển vào cung sau khi Chân Huyên xuất cung tu hành. Gia thế bình thường, thân thể gầy yếu nhiều bệnh, trời sinh tính trầm tĩnh, lại thông tuệ thi thư. Do tính tình yếu đuối nên được Chân Huyên chiếu cố, bảo vệ khỏi nanh vuốt của Hoàng hậu mà thuận lợi sinh ra Hoàng nhị tử Dư Phái. Chân thành yêu mến Huyền Lăng, nhưng tính tình quá thanh tao, không được Huyền Lăng thưởng thức. Khi Ma Cách Khả hãn đem gấu vào dự tiệc trong kinh, đứng chắn trước Huyền Lăng cứu giá nên được sủng và tấn phong làm Trinh Nhất phu nhân. Cuối truyện đề cập từ khi Huyền lăng qua đời, Từ Yến Nghi bệnh liên miên. Sinh hạ Hoàng nhị tử Tấn vương Dư Phái, trước vài giờ so với Dư Hàm. Sau khi Hồ Uẩn Dung mất thì nuôi nấng Hòa Mục Đế cơ. | Trong phim Chân Hoàn truyện bị xóa vai, một phần đưa vào nhân vật Đoan phi |
| Lữ Doanh Phong (呂盈風)    | | Chính tam phẩm Hân Quý tần (正三品欣貴嬪) → Tòng nhị phẩm Lữ Chiêu dung (從二品呂昭容) → Chính nhị phẩm Hân phi (正二品欣妃) → Hân Cung Thái phi (欣恭太妃) . Tính cách sáng sủa, có chuyện nói thẳng, sinh Thục Hòa Đế cơ. | Trong phim trú tại Trữ Tú cung |
| Tào Cầm Mặc (曹琴默)       | Hòa Húc điện (和煦殿) | Chính tứ phẩm Tào Dung hoa (正四品曹容華) → Tòng tam phẩm Tào Tiệp dư (從三品曹婕妤) → Chính tam phẩm Tương Quý tần (正三品襄貴嬪) → Chính nhị phẩm Tương Mục phi (正二品襄穆妃; truy phong) . Là bè đảng với Hoa phi Mộ Dung Thế Lan, tính cách trầm ổn, tâm kế thâm hậu, vì cầu con gái là Ôn Nghi Đế cơ một đời bình an mà qua lại với Chân Huyên. Sau Hoa phi thất thể, đứng ra tố giác tội ác khiến Hoa phi triệt để rớt đài. Bởi vì vậy mà bị Chân Huyên mưu cùng Ôn Thực Sơ hạ độc chết. | Trong phim, Tào Cầm Mặc bị Ung Chính và Thái hậu giết hại, tẩy trắng cho Chân Hoàn, trú tại Cảnh Dương cung |
| Thang Tĩnh Ngôn (湯靜言)   | | Tòng ngũ phẩm Thang Lương đệ (從五品湯良娣) → Tòng tứ phẩm Thang Thuận nghi (從四品湯順儀) → Chính tứ phẩm Thang Dung hoa (正四品湯容華) → Chính tam phẩm Khác Quý tần (正三品愨貴嬪) → Tòng nhị phẩm Thang Chiêu nghi (從二品湯昭儀) → Chính nhị phẩm Khác phi (正二品愨妃) → Chính nhất phẩm Cung Khác Hiền phi (正一品恭愨賢妃; truy phong) . Con gái Trường An hầu Thang Bá Ước (湯伯約), nhưng gia cảnh sớm điêu tàn. Sinh hạ Hoàng trưởng tử chính thức cho Huyền Lăng là Tề vương Dư Ly. Do Hoàng trưởng tử sinh thời không thông minh, không được Huyền Lăng yêu quý, do vậy liên lụy Khác phi Thang Tĩnh Ngôn thất sủng. Trước ở trong lúc hỗn loạn lợi dụng mèo đẩy gục Điềm tần Đỗ Bội Quân, sau lấy Giáp trúc đào trong điểm tâm của Điềm tần, khiến Điềm tần sinh non. Sự phát giác, Tĩnh Ngôn sợ tội tự sát, tang lễ làm hết sức qua loa. Đại phong lục cung được niệm tình truy tặng Hiền phi. | Trong phim Chân Hoàn truyện, Thang Tĩnh Ngôn được sửa thành Tề phi, nhưng không liên quan gì vụ mèo cào làm hại Phú Sát Quý nhân, còn độc Giáp trúc đào là để hại Chân Hoàn |
| Diệp Lan Y (葉瀾依)        | Lục Nghê cư (綠霓居) | Tòng bất phẩm Diệp Canh y (正八品葉更衣) → Tòng thất phẩm Diệp Tuyển thị (從七品葉選侍) → Chính thất phẩm Diễm Thường tại (正七品灩常在) → Chính lục phẩm Diễm Quý nhân (正六品灩貴人) → Tòng ngũ phẩm Diệp Tiểu nghi (從五品葉小儀) → Chính ngũ phẩm Diễm tần (正五品灩嬪) . Nguyên là nữ tử thuần thú trong Minh uyển, xuất thân thấp hèn chỉ có thể dần dần tấn phong, sau mỗi lần Thị tẩm thì dùng thuốc ngăn sinh nở. Từ trước khi nhập cung đã rất ái mộ Thanh Hà vương Huyền Thanh. Khi nghe Huyền Thanh bị Huyền Lăng bức tử, Diệp Lan Y nhân ngày lễ tiệc sinh nhật mà âm mưu lấy báo gấm giết hại Hoàng đế. Việc không thành, bị Huyền Lăng ra lệnh chặt thi thể ra từng đoạn, quăng vào bãi tha ma nơi hoang dã. | Trong phim Chân Hoàn truyện, Diệp thị được sửa thành thuần ngựa, phong hiệu thành 「Ninh; 寧」, bị Tề phi dùng thuốc hại cho không có con. Trong phim cũng tăng đất diễn cho nhân vật, đồng mưu với Chân Hoàn ám hại thành công Ung Chính |
| Quản Văn Uyên (管文鴛)     | Mật Tú cung (宓秀宮) Đường Lê cung (棠梨宮) Thúy Vi cung Thái Dung điện (翠微宮采容殿) Giao Lô quán (交蘆館) Vĩnh Hạng (永巷) | Chính lục phẩm Kỳ Quý nhân (正六品祺貴人) → Chính ngũ phẩm Kỳ tần (正五品祺嬪) → Tòng tứ phẩm Quản Thuận nghi (從四品管順儀) → Tòng tam phẩm Quản Tiệp dư (從三品管婕妤) → Chính tam phẩm Kỳ Quý tần (正三品祺貴嬪) → Chính ngũ phẩm Kỳ tần (正五品祺嬪) → Tòng bát phẩm Quản Canh y (從八品管更衣) → Thứ nhân (庶人) . Em gái của Vũ Lâm quân Phó Đô thống, vì hiệp trợ Hoàng đế Huyền Lăng chuyển mình đánh bại Nhữ Nam vương, Quản thị gia tộc lấy thân phận công thần hiệp tá đưa Văn Uyên vào cung. Khi nhập cung, cùng với Văn Uyên còn 3 người nữa, lần lượt phong hiệu là Phúc (福), Tường (祥), Kỳ (祺), Thụy (瑞). Được Hoàng hậu Chu Nghi Tu tính kế, tặng vòng ngọc Mã não có xạ hương, nhiều năm không con. Tính tình bá hổ kiêu ngạo, đánh đập cung nữ nên bị giáng vị. Sau tố giác Chân Huyên thất bại mà bị giáng làm Canh y - hạng thấp nhất trong các phi tần của hậu cung Đại Chu. Sau, Huyền Lăng nhân cớ Quản thị gia tộc kết bè kết cánh, bôi nhọ đại thần, ra lệnh giáng Văn Uyên làm Thứ nhân, gia tộc cũng bị lấy việc này làm lý do răn đe. Nhân xin tội cho cả nhà mà bị sét đánh chết trong mưa, xác bị đưa đến bãi tha ma. | Trong phim Chân Hoàn truyện, Quản thị được sửa thành Qua Nhĩ Giai Văn Uyên, do Tô Bồi Thịnh lệnh Thị vệ đánh cho đến chết |
| Dư Oanh Nhi (余萦儿)       | Hồng Nghê các (虹霓閣) Vĩnh Hạng (永巷)                                                                                       | Tòng bát phẩm Dư Canh y (從八品余更衣) → Chính bát phẩm Dư Thải nữ (正八品余采女) → Tòng thất phẩm Dư Tuyển thị (從七品余選侍) → Chính thất phẩm Diệu Âm Nương tử (正七品妙音娘子) → Chính thất phẩm Dư Nương tử (正七品余娘子) → Tòng bát phẩm Dư Canh y (從八品余更衣) . Vì mạo danh Chân Huyên trong Ỷ Mai viên mà được thánh sủng. Nhân biết hát Côn khúc, cậy sủng mà kiêu, từ Canh y lên Thải nữ nhưng hống hách ngang ngược, vì thế bị tước đi phong hiệu "Diệu Âm", nhưng nhanh chóng lại được sủng như cũ. Vì khi dễ Chân Huyên mà bị tước giáng làm Canh y, tống vào Vĩnh Hạng. Sau Dư thị căm ghét Chân Huyên mà sai cung tỳ Hoa Tuệ hạ độc chén thuốc của Chân Huyên, Huyền Lăng giận dữ nhưng chỉ biếm vào lãnh cung. Chân Huyên tương kế tựu kế, để lộ chuyện năm xưa Dư thị mạo danh Chân Huyên, lừa dối thánh thượng, Huyền Lăng lúc này mới truyền chỉ ban chết. Trong Vĩnh Hạng mãi không chịu tự sát, Chân Huyên đến Lãnh cung sai Thị vệ dùng dây cung siết cổ chết. | Trong phim bị An Lăng Dung sai Tô Bồi Thịnh dùng dây cung siết chết, tẩy trắng cho Chân Hoàn |
| Phương Thuần Ý (方淳意)    | Đường Lê cung (棠梨宮) | Chính thất phẩm Thuần Thường tại (正七品淳常在) → Tòng ngũ phẩm Phương Lương viên (從五品方良媛) → Chính nhũ phẩm Thuần tần (正五品淳嬪; truy phong) → Chính nhị phẩm Thuần Mẫn phi (正二品淳憫妃; truy phong) . Một người đơn thuần, thích ăn điểm tâm, giao hảo với Chân Huyên. Sau phát hiện Hoa phi Mộ Dung Thế Lan âm mưu liên hệ chuyện bất chính với người nhà, bị dìm xuống hồ chết. Truy tặng tước Tần, nhưng lấy lễ Quý tần an táng. Đại phong lục cung truy tặng Thuần phi, thụy Mẫn. | Trong phim cùng ở với Chân Hoàn tại Túy Ngọc hiên |
| Phí Vân Yên (費雲煙)       | Diên Hi cung (延禧宮) Lãnh cung (冷宮)                                                                                        | Chính tam phẩm Lệ Quý tần (正三品麗貴嬪) . Có dung mạo diễm lệ, thân hình đẫy đà, trong hậu cung thì có tiếng xinh đẹp chỉ sau Hoa phi Mộ Dung Thế Lan, nên cực kỳ kiêu ngạo và tự tin về ân sủng của mình. Sau bị Chân Huyên hù dọa mà phát điên, bị tống vào Lãnh cung. | Trong phim trú tại Khải Tường cung |
| Phương tần (芳嬪)          | Lãnh cung (冷宮) | Tòng lục phẩm Tài nhân (從六品才人) → Chính lục phẩm Phương Quý nhân (正六品芳貴人) → Tòng ngũ phẩm Lương đệ (從五品良娣) → Chính ngũ phẩm Phương tần (正五品芳嬪) . Trước khi Chân Huyên vào cung đã trượt chân đẻ non, sau bị biếm Lãnh cung. Sau khi Chân Huyên đẻ non, vì đồng bệnh tương liên mà chiếu cố Phương tần. | Trong phim Chân Hoàn truyện chỉ được nhắc thoáng qua bằng nhân vật Phương Quý nhân |
| Vinh Xích Thược (榮赤芍)   | Ủng Thúy các (擁翠閣) | Tòng bát phẩm Vinh Canh y (從八品榮更衣) → Tòng thất phẩm Vinh Tuyển thị (從七品榮選侍) → Chính thất phẩm Dư Dung Nương tử (正七品余容娘子) → Chính bát phẩm Dư Dung Quý nhân (正六品余容貴人) → Chính ngũ phẩm Vinh tần (正五品榮嬪) . Em gái nhỏ nhất của Mộ Dung Thế Lan, vốn tên Thế Thược (世芍), gia tộc Mộ Dung thị sau bị tội nên đàn bà con gái trong nhà đều bị đày đến làm nô tỳ trong Vĩnh Hạng, Xích Thược ban đầu theo hầu Trinh phi. Sau bị Huyền Lăng nhìn trúng phong làm phi tần, luôn áy náy chuyện Thế Lan nên rất dung túng Xích Thược. Sau vì độc hại Hoàng tử Dư Hàm và Chân Huyên không thành, bị Huyền Lăng ban chết. | Trong phim bị cắt vai, bộ phận đất diễn chia đều cho Tiễn Thu và Trinh tần |
| Đỗ Bội Quân (杜佩筠)       | | Chính lục phẩm Điềm Quý nhân (正六品恬貴人) → Tòng ngũ phẩm Đỗ Lương viên (從五品杜良媛) → Chính ngũ phẩm Điềm tần (正五品恬嬪) → Chính tam phẩm Điềm phi (正二品恬妃; truy phong) . Cùng nhập cung với Chân Huyên, tương đối đắc sủng. Khi có thai cậy sủng sinh kiêu, lần lượt dùng thủ đoạn lấy đi ân sủng từ người khác, cộng thêm trong thời gian mang thai liên tiếp hai lần được tấn phong nên khiến lục cung bất mãn. Vì bị Khác phi Thang Tĩnh Ngôn hạ độc Giáp trúc đào mà sinh non, cái thai chỉ mới 4 tháng. Về sau trong âm mưu sát hại của Diệp Lan Y, Huyền Lăng đem Đỗ Bội Quân ra đỡ khi con báo vồ đến, khiến Đỗ Bội Quân bị chết rất thảm khốc. Để táng thưởng, Huyền Lăng truy phong làm Điềm phi, táng ở Thái lăng Phi viên tẩm. | Trong phim Chân Hoàn truyện, hành trạng của nhân vật đại đa số biểu hiện ở nhân vật Phú Sát Quý nhân |
| Sử Di Vân (史移芸)         | Đường Lê cung Tây Phối điện (棠梨宮西配殿) Vạn Xuân cung (萬春宮)                                                             | Tòng lục phẩm Sử Mỹ nhân (從六品史美人) → Chính lục phẩm Khang Quý nhân (正六品康貴人) → Tòng ngũ phẩm Sử Lương đệ (從五品史良娣) → Chính ngũ phẩm Khang tần (正五品康嬪) → Tòng tứ phẩm Sử Thuận nghi (從四品史順儀) → Chính ngũ phẩm Khang tần (正五品康嬪) . Nhập cung năm Càn Nguyên thứ 9, so Chân Huyên sớm hơn, cùng trú tại Đường Lê cung. Mới vào cung tương đối đắc sủng, sau dần thất sủng, cùng Diệu Âm Nương tử Dư thị tranh chấp mà bị đưa vào Bạo thất. Khi Huyền Lăng bệnh nặng, Sử Di Vân đến báo tin Uông Quý nhân trú ở cung mình có thai, sau biết Uông thị tư thông có nghiệt chủng, bị Huyền Lăng tát suýt chết. Vì sự việc trên mà bị Chân Huyên giam vào Vạn Xuân cung chung với Vận Quý tần. | Trong phim Chân Hoàn truyện, hành trạng của nhân vật đại đa số biểu hiện ở nhân vật Hân Quý nhân |
| Chu Bội (周珮)             | Thúy Vi cung Lệ Tịch các (翠微宮麗夕閣) Thải Dung điện (采容殿)                                                               | Chính lục phẩm Khánh Quý nhân (正六品慶貴人) → Chính ngũ phẩm Khánh tần (正五品慶嬪) → Chính tứ phẩm Chu Dung hoa (正四品周容華) → Tòng tam phẩm Chu Tiệp dư (從三品周婕妤) → Chính tam phẩm Khánh Quý tần (正三品慶貴嬪) . Cha là Tri phủ của Thành Châu tại đất Xuyên Thục tên Chu Ức Nhân (周息仁), bộ dáng đoan lệ. Sau khi Chân Huyên rời cung mới được tuyển vào. Cùng với Quản Văn Uyên trú trong một cung không hợp, tình nguyện đầu quân cho Chân Huyên, sau giúp Chân Huyên tố giác nhà mẹ của An Lăng Dung. | Trong phim Chân Hoàn truyện, hành trạng của nhân vật đại đa số biểu hiện ở nhân vật Hân Quý nhân |
| Giang Thấm Thủy (江沁水)   | Ngọc Bính cung (玉屏宮) Phương Tâm viện (芳心院)                                                                              | Chính thất phẩm Anh Thường tại (正七品瑛常在) → Tòng lục phẩm Giang Mỹ nhân (從六品江美人) → Chính lục phẩm Anh Quý nhân (正六品瑛貴人) → Chính ngũ phẩm Anh tần (正五品瑛嬪) → Tòng tứ phẩm Giang Uyển nghi (從四品江婉儀) → Chính tứ phẩm Giang Dung hoa (正四品江容華) → Tòng tam phẩm Giang Tiệp dư (從三品江婕妤) → Chính tam phẩm Anh Quý tần (正三品瑛貴嬪) . Sau khi Ngọc Ẩn làm Trắc phi của Thanh Hà vương, liên hệ các Vương phủ Chính phi cùng dâng tiến mỹ nữ vào cung. Bình Dương vương phủ không có Chính phi lúc ấy, nên liên hệ Trang Hòa Đức Thái phi tiến cử Giang thị, do có nhan sắc mà đắc sủng, giỏi nhảy "Hồ toàn vũ" (胡旋舞). Sinh ra Hoài Thục Đế cơ, thực chất là con của Thấm Thủy cùng Vũ Lâm lang Lục Ly (陸離). | Nhân vật bị xóa bỏ trên phim |
| Lê Oanh (黎縈)             | Mật Tú cung (宓秀宮) | Chính lục phẩm Phúc Quý nhân (正六品福貴人) → Chính ngũ phẩm Phúc tần (正五品福嬪) → Chính tam phẩm Phúc Quý tần (正三品福貴嬪) . Con gái Bắc Môn Đề đốc, vì trợ lực Huyền Lăng phá vỡ thế lực của Nhữ Nam vương mà được triệu vào cung, một trong 4 vị Quý nhân có phong hiệu Phúc, Tường, Kỳ và Thụy trong dịp này. Đại phong lục cung được chuẩn tấn thăng Quý tần. | Trong phim Chân Hoàn truyện đưa đất diễn cho Hân Quý nhân |
| Lạc Lâm Chân (洛臨真)      | Mật Tú cung (宓秀宮) | Chính lục phẩm Thụy Quý nhân (正六品瑞貴人) → Chính ngũ phẩm Thụy tần (正五品瑞嬪) → Chính nhị phẩm Chiêu Tiết phi (正二品昭節妃) . Con gái Lệnh doãn Kinh thành, vì trợ lực Huyền Lăng phá vỡ thế lực của Nhữ Nam vương mà được triệu vào cung, một trong 4 vị Quý nhân có phong hiệu Phúc, Tường, Kỳ và Thụy trong dịp này. Bị Quản Văn Uyên vu cáo câu kết Chân thị gia tộc, vì biểu dương trung trinh mà tự sát. Đại phong lục cung được đặc biệt chuẩn truy tặng làm Chiêu Tiết phi hàm Chính nhị phẩm. | Nhân vật bị xóa bỏ trên phim |
| Nghê thị (倪氏)            | Mật Tú cung (宓秀宮) | Chính lục phẩm Tường Quý nhân (正六品祥貴人) → Chính ngũ phẩm Tường tần (正五品祥嬪) → Tòng bát phẩm Nghê Canh y (從八品倪更衣) . Con gái Ngự sử của Đô Sát viện, vì trợ lực Huyền Lăng phá vỡ thế lực của Nhữ Nam vương mà được triệu vào cung, một trong 4 vị Quý nhân có phong hiệu Phúc, Tường, Kỳ và Thụy trong dịp này. Cùng với Quản Văn Uyên mưu hại Chân gia và bị Chân Huyên lật đổ. | Trong phim Chân Hoàn truyện hợp nhất với Qua Nhĩ Giai Văn Uyên |
| Chúc Hàm Chỉ (祝含芷)      | Ngọc Bính cung (玉屏宮) | Chính thất phẩm Hủ Thường tại (正七品珝常在) → Tòng lục phẩm Chúc Mỹ nhân (從六品祝美人) → Chính lục phẩm Hủ Quý nhân (正六品珝貴人) → Chính ngũ phẩm Hủ tần (正五品珝嬪) → Chính tam phẩm Hủ Quý tần (正三品珝貴嬪) . Sau khi Ngọc Ẩn làm Trắc phi của Thanh Hà vương, liên hệ các Vương phủ Chính phi cùng dâng tiến mỹ nữ vào cung. Chúc thị là do Ngọc Ẩn nhân danh Thanh Hà vương phủ mà đưa vào, giỏi hát Côn khúc. Từng vì chuyện Huyền Thanh bị phái ra trấn thủ biên cương mà cầu tình, bị Huyền Lăng giận chó đánh mèo mà thất sủng. | Trong phim Chân Hoàn truyện sửa thành Anh Quý nhân, tên Thải Tần, vì bị Tam a ca Hoằng Thời để ý mà bị ban chết |
| Triệu Tiên Huệ (趙仙蕙)    | Vạn Xuân cung (萬春宮) | Chính ngũ phẩm Vận tần (正五品韻嬪) → Chính tứ phẩm Triệu Dung hoa (正四品趙容華) → Tòng tam phẩm Triệu Tiệp dư (從三品趙婕妤) → Chính tam phẩm Vận Quý tần (正三品韻貴嬪) . Vào cung sớm hơn Chân Huyên, có gia thế và dòng dõi nhưng không được sủng ái, chuyên nịnh nọt Hoàng hậu nên được Hoàng hậu thường xuyên phái đi Thị tẩm cho Huyền Lăng. Sau khi Hoàng hậu thất thế thì chuyển sang nịnh nọt Hồ Uẩn Dung. Khi Huyền Lăng bệnh nặng, Triệu Tiên Huệ đau buồn khóc ở cửa cung, bị Chân Huyên cho vả miệng. Về sau bị liên lụy chuyện của Uông Quý nhân và Khang tần, bị Chân Huyên giam ở trong Vạn Xuân cung. | Trong phim Chân Hoàn truyện đại bộ phận đất diễn đưa cho Khang Thường tại |
| Uông thị (汪氏)            | Vạn Xuân cung (萬春宮) | Tòng thất phẩm Uông Tuyển thị (從七品汪選侍) → Chính thất phẩm Uông Nương tử (正七品汪娘子) → Tòng lục phẩm Uông Mỹ nhân (從六品汪美人) → Chính lục phẩm Uông Quý nhân (正六品汪貴人) → Tòng ngũ phẩm Uông Lương đệ (從五品汪良娣; chưa sách phong) → Chính lục phẩm Uông Quý nhân (正六品汪貴人) . Đích nữ của Tri phủ Dương Thành, được tuyển tú vào cung sau khi Chân Huyên được thụ phong Hoàng quý phi. Trong nhà giàu có, mua đàn ông bên ngoài để tư thông ý đồ giả mạo long chủng, nhưng sau lại bị tra ra. Đoan Quý phi Tề Nguyệt Tân hủy đi cái thai, Chân Huyên cho giam vào trong cung. | Nhân vật bị xóa bỏ trên phim |
| Tôn thị (孫氏)             | Cảnh Xương cung (景昌宮) | Tòng lục phẩm Tôn Tài nhân (從六品孫才人) . Thông minh xinh đẹp, rất được ân sủng. Khi hay tin Tôn thị tư thông với Thị vệ, Chân Huyên chỉ đem giam cầm, sau khi Huyền Lăng băng hà thì đem cả hai thả ra cho xuất cung. | Trên phim Chân Hoàn truyện được sửa thành Tôn Đáp ứng, bị Ung Chính lệnh ngũ mã phanh thây |
| Kiều thị (喬氏)            | Vĩnh Hạng (永巷) | Tòng bát phẩm Kiều Canh y (從八品喬更衣) → Chính bát phẩm Kiều Thải nữ (正八品喬采女) → Tòng thất phẩm Kiều Tuyển thị (從七品喬選侍) . Vốn là Thị nữ của Hoa phi Mộ Dung Thế Lan. Vì cạnh tranh với Chân Huyên mà hiến cho Huyền Lăng. Sau khi Hoa phi thất thể thì cùng dọn đến Vĩnh Hạng, bị hủy Lục đầu bài, cả đời không còn Thị tẩm nữa. | Trên phim Chân Hoàn truyện được sửa thành Kiều Tụng Chi |
| Phó Như Ngâm (傅如吟)      | | Tòng ngũ phẩm Phó Tiểu nghi (從五品傅小儀) → Tòng tứ phẩm Phó Uyển nghi (從四品傅婉儀) → Tòng tam phẩm Phó Tiệp dư (從三品傅婕妤) → Chính tam phẩm Uyển Quý tần (正三品婉貴嬪; chưa sách phong đã bị ban chết) → Tòng tam phẩm Phó Tiệp dư (從三品傅婕妤) . Sau khi Chân Huyên rời cung thì được tuyển vào. Cậy sủng sinh kiêu, dung mạo rất giống Chân Huyên và Thuần Nguyên Hoàng hậu nên rất được sủng ái. Nghe theo An Lăng Dung dùng "Ngũ thạch tán" (五石散) cho Huyền Lăng dùng khiến Huyền Lăng ngã bệnh, cũng thành mầm mống bệnh tật của Huyền Lăng. Thái hậu nghe tin tức giận ban chết, toàn gia tộc bị biếm làm Thứ nhân. | Nhân vật bị xóa bỏ trên phim |
| Nghiêm Trí Tú (嚴致秀)     | | Tòng lục phẩm Nghiêm Tài nhân (從六品嚴才人) → Chính lục phẩm Lân Quý nhân (正六品璘貴人) . Sau khi Chân Huyên rời cung thì được tuyển vào, cùng đợt với Phó Như Ngâm. Đi theo Mục Quý nhân làm bậy, không dược sủng ái lắm. | Trên phim Chân Hoàn truyện đưa đất diễn cho Trinh tần |
| Mục Cảnh Thu (穆景秋)      | | Chính lục phẩm Mục Quý nhân (正六品穆貴人) → Tòng ngũ phẩm Mục Lương đệ (從五品穆良媛) . Sau khi Chân Huyên rời cung thì được tuyển vào, cùng đợt với Phó Như Ngâm. Không dược sủng ái lắm, sau khi An Lăng Dung sẩy thai vì trang điểm hoa hòe lòe loẹt mà bị Huyền Lăng trách mắng. | Trên phim Chân Hoàn truyện đưa đất diễn cho Khang Thường tại |
| Uông Hiên Anh (汪萱英)     | | Chính ngũ phẩm Mục tần (正五品睦嫔) → Tòng tứ phẩm Uông Phân nghi (从四品汪芬仪) . Nhập cung vào năm Càn Nguyên thứ 12, cùng lúc với Chân Hoàn. Với xuất thân cao, ngay khi nhập cung đã được phong làm Chính ngũ phẩm Tần, là người có phân vị cao nhất trong đợt tuyển tú nhưng sớm thất sủng nên hơn mười năm không được tấn phong. Phải đến khi đại phong lục cung mới được phong làm Phân nghi. | |
| Lục thị (陸氏)             | | Tòng nhị phẩm Lục Chiêu nghi (從二品陸昭儀) → Tòng tứ phẩm Lục Thuận nghi (從四品陸順儀) . Một phi tần có thâm niên tương đối sớm, ở trong cung vẫn luôn an phận thủ thường, là đứng đầu trong Cửu tần khi ấy. Khi Chân Huyên thất sủng, chịu kích động của em họ Tần Phương nghi mà phạt Chân Huyên quỳ. Sau khi Chân Huyên phục sủng và dọa sợ Tần Phương nghi. Trước khi bị Chân Huyên trả thù, Lục thị tự xin giáng vị làm Tòng tứ phẩm Thuận nghi. | Trong phim Chân Hoàn truyện được đưa vào đất diễn của Tề phi |
| Tần thị (秦氏)             | | Tòng tứ phẩm Tần Phương nghi (從四品秦芳儀) . Biểu muội họ xa của Lục Chiêu nghi. Tâm tính nhỏ hẹp, xúi Lục Chiêu nghi phạt quỳ Chân Huyên tại Vĩnh Hạng và tát mặt. Sau khi Chân Huyên phục sủng thì dùng câu chuyện "Nhân trư" dọa điên. | Trong phim Chân Hoàn truyện được đưa vào đất diễn của Phú Sát Quý nhân |
| Lương thị (梁氏)           | | Tòng lục phẩm Lương Tài nhân (從六品梁才人) . Xuất thân nhà thế gia ở Tầm Dương, hống hách kiêu ngạo, bị Hoa phi Mộ Dung Thế Lan ban hình phạt「Nhất trượng hồng; 一丈紅」 dẫn đến tàn phế. | Trong phim Chân Hoàn truyện được đưa vào đất diễn của Hạ Đông Xuân |
| Cam thị (甘氏)             | | Chính nhất phẩm Cam Đức phi (正一品甘德妃) . Vào cung sớm hơn 1 ngày so với Thuần Nguyên Hoàng hậu, cùng Miêu Hiền phi căm ghét Thuần Nguyên Hoàng hậu. Về sau Thuần Nguyên Hoàng hậu sinh non mà chết, Thái y nói do chấn kinh gây ra, Huyền Lăng tức giận, hạ lệnh đem Cam Đức phi và Miêu Hiền phi đồng tuẫn táng chết theo Thuần Nguyên Hoàng hậu, hạ lệnh về sau không được truy phong. | Nhân vật bị xóa bỏ trên phim |
| Miêu thị (苗氏)            | | Chính nhất phẩm Miêu Hiền phi (正一品苗賢妃) . Vào cung sớm hơn 1 ngày so với Thuần Nguyên Hoàng hậu, cùng Cam Đức phi căm ghét Thuần Nguyên Hoàng hậu. Vì đắc tội Thuần Nguyên Hoàng hậu, Miêu thị bị phạt quỳ khi đang có thai dẫn đến sinh non, Thuần Nguyên Hoàng hậu không biết có thai nên đau lòng dẫn đến bản thân cũng sinh non rồi vong mạng. Huyền Lăng tức giận, đem Cam Miêu nhị Phi đồng tuẫn táng chết theo Thuần Nguyên Hoàng hậu, hạ lệnh về sau không được truy phong. | Trên phim Chân Hoàn truyện chỉ được đề cập qua câu nói của Hoa phi Niên Thế Lan, Thuần Nguyên Hoàng hậu trách phạt "Trắc Phúc tấn" mà khiến Trắc Phúc tấn sinh non |

### Nhân vật hoàng tộc
| Nhân vật                                | Nơi ở | Giới thiệu | Ghi chú |
| Chu Thành Bích (朱成璧)                 | Di Ninh cung (頤寧宮) | Chính nhị phẩm Lâm phi (正二品琳妃) → Hoàng thái hậu (皇太后) → Chiêu Thành Khang Di Mẫn Kính Nhân Triết Thái hậu (昭成康頤閔敬仁哲太后) . Cô ruột của Thuần Nguyên Hoàng hậu và Ôn Dụ Hoàng hậu, biểu chất nữ của Thái hậu tiên triều. Nhập cung là Lâm phi của Long Khánh Đế. Dung mạo xinh đẹp, dưới Thư Quý phi Nguyễn Yên Nhiên cùng Ngọc Ách phu nhân, nhưng mưu trí lại ở trên hai người. Sau khi Long Khánh Đế chết, được tôn làm Thái hậu, cùng Nhiếp chính vương qua lại mờ ám, giúp Huyền Lăng kế vị, đuổi Thư Quý phi xuất cung tu hành, và để kiềm hãm Thư Quý phi mà chịu nuôi dưỡng con trai duy nhất là Hoàng lục tử Thanh Hà vương Huyền Thanh. Sau khi Huyền Lăng trưởng thành, cùng mưu giết Nhiếp chính vương. Thời điểm Huyền Lăng muốn phế truất Chu Nghi Tu, Thái hậu cả kinh thốt lên 「Chu môn bất đắc xuất Phế hậu; 朱門不得出廢后」, ngăn được Huyền Lăng phế Hậu vì gìn giữ một nhà Chu thị không có tiếng có Phế hậu. Qua đời vì bệnh truyền nhiễm từ lân bang Hách Hách. Sinh Hoàng nhị nữ Chân Ninh Trưởng công chúa và Hoàng tứ tử Huyền Lăng, tức Càn Nguyên Đế. | Trong phim Chân Hoàn truyện, Chu Thành Bích được đổi họ thành Ô Nhã thị, lấy Hiếu Cung Nhân Hoàng hậu làm hình tượng, cho là biểu cô mẫu của Hiếu Kính Hiến Hoàng hậu. Thực tế Hiếu Cung Nhân Hoàng hậu không hề liên quan tí gì đến Ô Lạp Na Lạp thị của Hiếu Kính Hiến Hoàng hậu |
| Nguyễn Yên Nhiên (阮嫣然)               | An Thê quán (安棲觀) | Chính nhị phẩm Thư phi (正二品舒妃) → Chính nhất phẩm Thư Quý phi (正一品舒貴妃) → Thư Quý Thái phi (舒貴太妃) → Trùng Tĩnh nguyên sư (沖靜元師), Kim Đình giáo chủ (金庭教主) → Chiêu Thư Thái hậu (昭舒太后; truy tôn) . Nguyên tên rằng Di Quang (移光), con gái tội thần dị tộc (Nguyên văn 'Bài Di' 摆夷), vì dung mạo cực kỳ xinh đẹp nên được Long Khánh Đế dành trọn tình yêu, đem Tri sự bình chương Nguyễn Đình Niên (阮延年) làm nghĩa phụ. Từ khi nhập cung là người được chuyên sủng nhất vào đời Long Khánh Đế. Sau khi Long Khánh Đế qua đời, vì bảo toàn cho con trai duy nhất Thanh Hà vương Huyền Thanh mà tình nguyện đi tu. Cùng mẹ của Hoán Bích có quen biết, vừa nhìn đã biết thân phận của Hoán Bích. Ở phiên ngoại đề cập, Chính Chương Đế truy tôn làm Chiêu Thư Thái hậu, cùng Long Khánh Đế hợp táng. | Trong phim Chân Hoàn truyện, nhân vật bị sửa thành mẹ của Quả Thân vương Dận Lễ, nhưng phong hiệu vẫn là Thư phi |
| Long Khánh Đế (隆慶帝)                  | | Tiên Hoàng đế (先皇帝) . Tiên triều Hoàng đế, cả đời yêu mến Thư Quý phi, phế truất Hoàng hậu Hạ thị để đón Thư Quý phi. Mẹ nuôi là Chiêu Hiến Thái hậu, hung thủ hại chết mẹ đẻ của Long Khánh Đế là Chiêu Tuệ Thái hậu. Bởi vì chuyện đón Thư Quý phi mà hai mẹ con sứt mẻ, sau Long Khánh Đế biết được Chiêu Hiến Thái hậu hại chết mẹ mình, ra lệnh tuy giữ tôn hiệu Thái hậu nhưng chỉ táng vào Phi viên tẩm, không được truy tôn. | Trong phim đại khái đồng nhất Khang Hi Đế |
| Khâm Nhân Thục Thái phi (欽仁淑太妃)    | | Chính nhị phẩm Nghi phi (正二品宜妃) → Khâm Nhân Thái phi (欽仁太妃) → Khâm Nhân Thục Thái phi (欽仁淑太妃) → Khâm Nhân Thái hoàng Thục Thái phi (欽仁太皇淑太妃) . Mẹ đẻ của Hoàng trưởng tử của Long Khánh Đế là Kỳ Sơn vương Huyền Tuân. Địa vị tôn quý nhất trong chư vị Thái phi. Khi Huyền Lăng muốn gia tôn huy hiệu cho Thái hậu, biểu ý an khang, cũng nâng tôn hiệu cho Khâm Nhân Thái phi, bởi vì Thư Quý phi vẫn còn tại thế nên chỉ có thể tôn làm Thục Thái phi. Bà đứng đầu các Thái phi trong cung. Sau khi Huyền Lăng băng hà, bà tiếp tục được tôn làm Thái hoàng Thục thái phi. | Trong phim đại khái đề cập bằng nhân vật Khác Huệ Hoàng quý phi |
| Trang Hòa Đức Thái phi (莊和德太妃)     | | Trang Hòa Thái phi (莊和太妃) → Trang Hòa Đức Thái phi (莊和德太妃) . Sinh mẫu của Hoàng ngũ tử của Long Khánh Đế. Do con trai mất sớm, được Long Khánh Đế ban làm dưỡng mẫu của Hoàng cửu tử Bình Dương vương Huyền Phần. | Nhân vật bị xóa bỏ trên phim |
| Thuận Trần Hiền Thái phi (順陳賢太妃)   | | Chính ngũ phẩm Ân tần (正五品恩嬪) → Thuận Trần Thái phi (順陳太妃) → Thuận Trần Hiền Thái phi (順陳賢太妃) . Sinh mẫu của Hoàng cửu tử Bình Dương vương Huyền Phần, không được sủng ái, con trai do Trang Hòa Thái phi nuôi dưỡng. Sau khi Long Khánh Đế băng hà, từ Ân tần mới được nâng lên Thái phi do có con trai. Khi Huyền Lăng tôn huy hiệu cho Thái hậu và chư vị Thái phi, vẫn không tôn huy hiệu cho Thuận Trần Thái phi mà chỉ tăng đãi ngộ. Sau khi Huyền Phần cưới Chân Ngọc Nhiêu mới gia tôn lên làm Hiền Thái phi. | Trong phim đại khái đề cập bằng nhân vật Hi tần Trần thị, sinh mẫu của Dận Hi do Dận Hi được thiết kế đất diễn của Huyền Phần |
| Ngọc Ách phu nhân (玉厄夫人)            | | Tư Túc Hiền Thái phi (思肅賢太妃) . Sinh mẫu của Hoàng tam tử của Long Khánh Đế là Nhữ Nam vương Huyền Tế, em gái út của Bác Lăng hầu, xuất thân cao quý. Đã từng rất được Long Khánh Đế sủng ái, sau vì Bác Lăng hầu mưu phản, cộng thêm ghen ghét Thư Quý phi mà buôn lời oán trách nên dần dần thất sủng. Chết bệnh khó coi, Long Khánh Đế lệnh đời sau không được truy phong. Về sau Huyền Lăng vì ổn định Nhữ Nam vương, truy phong làm Hiền Thái phi, dời vào Thái Miếu cung phụng hương khói. | Trong phim đại khái đề cập bằng nhân vật Ôn Hi Quý phi, sinh mẫu của Đôn Thân vương Dận Ngã |
| Chân Ninh Trưởng công chúa (真寧長公主) | | Tiên Đế Hoàng nhị nữ (先帝皇二女) . Con gái thứ hai của Long Khánh Đế, mẹ là Chiêu Thành Thái hậu, chị ruột của Huyền Lăng. Xuất giá lấy Phò mã Trần Thuấn (陳舜) trấn giữ Cát Châu, sinh một con gái là Thừa Ý Ông chúa, nhưng Ông chúa bệnh liên miên không dứt. Hơn 10 năm mà Chân Ninh Trưởng công chúa vẫn chưa về kinh. | Nhân vật bị xóa bỏ trên phim |
| Huyền Thanh (玄清)                      | Khắc Nguyệt Khai Vân quán (鏤月開雲館) Thanh Lương đài (清涼台) Thanh Hà vương phủ (清河王府)                                                                             | Tiên Đế Hoàng lục tử (先帝皇六子) . Con trai thứ 6 của Long Khánh Đế, mẹ là Thư Quý phi, thụ tước Thanh Hà vương (清河王). Trời sinh đoan nhã thanh tao, có tiếng trong các thiếu nữ khuê môn ở kinh thành. Tư chất thông minh, văn võ song toàn, kiến thức hơn người, là đứa con được Long Khánh Đế yêu thích nhất, nhiều lần được Long Khánh Đế muốn lập làm Thái tử, sau quần thần lấy thân phận Thư Quý phi là người dị tộc thấp hèn nên mới thôi. Bản tính trêu hoa ghẹo nguyệt, nhưng cuối cùng đã tại chùa Cam Lộ cùng với Chân Huyên tương ái. Sau vì Càn Nguyên Đế Huyền Lăng ghen ghét tài hoa cũng như nghi ngờ tư tình, mệnh Chân Huyên đích thân hạ độc chết. Là cha ruột của Hoàng tam tử Triệu vương Dư Hàm, Linh Tê Đế cơ cùng Tuyết Phách Đế cơ. Sau khi con trai duy nhất trên danh nghĩa là Dư Triệt đưa qua thừa tự Bình Dương phủ, Dư Hàm được Chân Huyên đề nghị đưa làm con thừa tự của Huyền Thanh. | Trên phim Chân Hoàn truyện được sửa thành Quả Thân vương Dận Lễ |
| Hoán Bích (浣碧)                        | Chân phủ (甄府) Đường Lê cung Oánh Tâm điện (棠梨宮瑩心殿) Cam Lộ tự (甘露寺) Vị Ương cung Nhu Nghi điện (未央宮柔儀殿) Thanh Hà vương phủ Tích Trân các (清河王府積珍閣) | Thanh Hà vương Trắc phi (清河王側妃) . Em gái cùng cha khác mẹ của Chân Huyên, mẹ ruột là một nữ tử dị tộc Bãi Di - Bích Châu Nhi (sau đổi tên thành Hà Miên Miên), cùng xuất thân như Thư Quý phi, thân mẫu của Huyền Thanh. Từ nhỏ theo Chân Huyên với thân phận Thị nữ thân cận, sau cũng vào trong cung phục vụ. Vì Thanh Hà vương nhiều năm không cưới vợ, Hoán Bích được mệnh cùng với Vưu Tĩnh Nhàn của Phái Quốc công phủ đồng thời sách phong Trắc phi gả cho Huyền Thanh. Chân Huyên nhân đó nhận Hoán Bích làm nghĩa muội, đưa vào Tộc phổ, khiến Hoán Bích được sửa tên thành Chân Ngọc Ẩn (甄玉隱), lấy tư cách Chân gia Nhị tiểu thư mà gả vào phủ Thanh Hà vương làm Trắc phi. Không có con, nuôi dưỡng con trai độc nhất của Vưu Tĩnh Nhàn là Dư Triệt. Khi Huyền Thanh bị ép đến biên quan trấn giữ, trao đổi thư với Hoán Bích, là chứng cớ mà Hồ Uẩn Dung dùng tố giác lên Huyền Lăng, khiến Huyền Thanh bị bức tử. Sau khi Huyền Thanh bị bức tử, Hoán Bích đau lòng bò ôm quan tài cắn lưỡi tự sát.                                                                          | Trên phim Chân Hoàn truyện được sửa thành Nữu Hỗ Lộc thị, làm Trắc Phúc tấn cho Quả Thân vương Dận Lễ, sau khi chết thì dùng lễ Đích Phúc tấn |
| Vưu Tĩnh Nhàn (尤靜嫻)                  | Thanh Hà vương phủ Tây trắc (清河王府西側) | Thanh Hà vương Trắc phi (清河王側妃) . Con gái Phái Quốc công, nhiều năm ái mộ Huyền Thanh mà không chịu gả đi. Nghe tin Huyền Thanh cưới Hoán Bích mà đau lòng, Huyền Lăng không muốn làm khó cho Phái Quốc công mà đồng ý để Tĩnh Nhàn cùng Hoán Bích nhập phủ Thanh Hà vương làm Trắc phi. Sinh ra con trai duy nhất là Dư Triệt. Về sau Vinh Xích Thược mưu hại Chân Huyên cùng Dư Hàm, Tĩnh Nhàn vô tình nếm thử thức ăn thay Dư Hàm mà trúng độc, sau khi sinh Dư Triệt thì bị Hoán Bích hạ độc ở canh nhân sâm tăng thêm độc tố mà vong mạng. | Trong phim Chân Hoàn truyện được sửa thành họ Mạnh thị, để phù hợp Trắc Phúc tấn Mạnh thị của Dận Lễ. Bên cạnh đó trong phim cũng để Tĩnh Nhàn chết ngay sau khi bị trúng độc, không đề cập tâm kế của Hoán Bích                                                                   |
| Huyền Phần (玄汾)                       | Bình Dương vương phủ (平陽王府) | Tiên Đế Hoàng cửu tử (先帝皇九子) . Con trai thứ 9 của Long Khánh Đế, mẹ là Thuận Trần Thái phi, thụ tước Bình Dương vương (平陽王). Mẹ là một phi tần không được sủng ái của Tiên Đế, Huyền Phần an phận trong cung. Cưới em gái của Chân Huyên là Ngọc Nhiêu, mẹ được thăng làm Hiền Thái phi, ban thực ấp 10.000 hộ. Chỉ có một con gái mà không có con trai, lấy con nuôi Dư Triệt làm con thừa tự. Thời điểm lúc Chính Chương Đế đăng cơ, Huyền Phần được giao trọng trách làm phụ chính. | Trong phim Chân Hoàn truyện đem đất diễn cho Thận Tịnh Quận vương Dận Hi |
| Chân Ngọc Nhiêu (甄玉嬈)                | Chân phủ (甄府) Bình Dương vương phủ (平陽王府) | Bình Dương vương Chính phi (平陽王正妃) . Em gái cùng mẹ của Chân Huyên, vị trí là thứ 4 trong nhà, sau Chân Ngọc Diêu. Thời điểm Chân Huyên bị Quản Văn Uyên vạch trần tư thông với Ôn Thực Sơ, Ngọc Nhiêu xông vào cung giúp chị, nhân vì dung mạo giống Thuần Nguyên Hoàng hậu mà bị Huyền Lăng nhắm trúng, toan nạp vào cung làm Phi. Sau Huyền Phần và Ngọc Nhiêu lưỡng tình tương duyệt, Huyền Lăng không nỡ làm em trai mất vui nên ban hôn, gia phong làm "Chính nhất phẩm Gia Quốc phu nhân" (正一品嘉國夫人), tứ hôn làm Chính phi của Bình Dương vương. Sinh một con gái, sau lấy con nuôi Dư Triệt làm con thừa tự. | Trong phim Chân Hoàn truyện sửa thành Nữu Hỗ Lộc Ngọc Nhiêu |
| Huyền Tuân (玄洵)                       | | Tiên Đế Trưởng tử (先帝長子) . Con trai cả của Long Khánh Đế, mẹ là Khâm Nhân Đức Thái phi, thụ tước Kỳ Sơn vương (岐山王). Tính tình thích an phận, bản tính phong lưu, không có tâm kế đoạt ngôi. | Trong phim Chân Hoàn truyện được đưa đất diễn cho Hằng Ôn Thân vương Dận Kỳ |
| Huyền Tế (玄濟)                         | | Tiên Đế Hoàng tam tử (先帝皇三子) . Con trai thứ 3 của Long Khánh Đế, mẹ là Ngọc Ách phu nhân, thụ tước Nhữ Nam vương (汝南王). Mẹ từng là sủng phi, tính cách bá hổ, có uy vọng võ công, cùng Mộ Dung gia thông đồng, chực chờ muốn phế truất Huyền Lăng tự lập. Về sau bị Huyền Lăng quét sạch, cùng vợ là Hạ thị, con trai Dư Bạc và con gái Khánh Thành Tông cơ đều bị giáng làm Thứ nhân. | Trong phim Chân Hoàn truyện được đưa đất diễn cho Đôn Thân vương Dận Ngã |
| Dư Ly (予漓)                            | | Hoàng trưởng tử Tề vương (皇長子齊王) . Con trai cả của Huyền Lăng, là thứ ba trên thực tế sau Đại hoàng tử và Nhị hoàng tử chưa đặt tên. Sinh mẫu là Cung Khác Hiền phi Thang Tĩnh Ngôn. Sau khi Cung Khác Hiền phi tự vẫn, Dư Ly vẫn luôn được Ôn Dụ Hoàng hậu Chu Nghi Tu nuôi nấng. Cưới con gái nuôi của Tùy Quốc công là Hứa Di Nhân (許怡人) làm Chính phi. | Trong phim Chân Hoàn truyện được đưa đất diễn cho Tam a ca Hoằng Thời |
| Dư Phái (予沛)                          | | Hoàng thứ tử Tấn vương (皇次子晉王) . Con trai thứ hai của Huyền Lăng, mẹ là Trinh Di Thái phi Từ Yến Nghi. Vào thời điểm Chân Huyên bị Quản Văn Uyên tố giác tư thông Ôn Thực Sơ, cần trích huyết nghiệm thân, Dư Phái đang ở cùng với Dư Hàm nên Hoán Bích tương kế tựu kế bế Dư Phát ra thay Dư Hàm thực hiện trích huyết nghiệm thân, xóa tan nghi ngờ của Huyền Lăng. | Nhân vật bị xóa bỏ trên phim |
| Dư Hàm (予涵)                           | | Hoàng tam tử Triệu vương (皇三子趙王) . Con trai thứ 3 của Huyền Lăng, mẹ là Hoàn Thục phi Chân Huyên, cha ruột căn bản là Thanh Hà vương Huyền Thanh. Thai song sinh với Linh Tê Đế cơ. Khi lớn lên, vì muốn xóa bỏ nghi ngờ của Chính Chương Đế Dư Nhuận vừa mới đăng cơ, cũng như nghĩ đến con trai ruột nên ở bên cha mình, Chân Huyên lấy lý do Dư Triệt đã làm thừa tự cho Bình Dương vương phủ, mà đưa ra chủ ý đem Dư Hàm thừa tự làm con của Thanh Hà vương phủ. Về sau con của Dư Nhuận không có con, đem đón cháu nội của Dư Hàm vào cung làm Tân Đế. | Trong phim Chân Hoàn truyện được đưa đất diễn cho Lục a ca Hoằng Chiêm |
| Dư Nhuận (予潤)                         | | Hoàng tứ tử Sở vương (皇四子楚王) → Chính Chương Đế (正章帝) . Con trai thứ 4 của Huyền Lăng, mẹ là Huệ Nghi Quý phi Thẩm Mi Trang, cha ruột thực chất là Thái y Ôn Thực Sơ. Tính cách nhu thuận thông minh, sau khi Thẩm Mi Trang qua đời vẫn luôn được Chân Huyên nuôi dưỡng. Huyền Lăng không biết chân tướng là con của Ôn Thực Sơ, nghe theo Chân Huyên đem lập làm Hoàng thái tử. Sau khi Huyền Lăng băng thệ, lên ngôi kế vị, gọi Chính Chương Đế. Vì không muốn trùng tên với các anh em mà đem tên sửa thành Thư Nhuận (纾润). Về sau con của Dư Nhuận không có con, đem đón cháu nội của Dư Hàm vào cung làm Tân Đế. | Trong phim Chân Hoàn truyện được đưa đất diễn cho Tứ a ca Hoằng Lịch |
| Thục Hòa Đế cơ (淑和帝姬)               | | Hoàng trưởng nữ (皇長女) . Con gái cả của Huyền Lăng, tiểu tự Vân Phi (雲霏), mẹ là Lữ Doanh Phong. | Nhân vật bị xóa bỏ trên phim |
| Ôn Nghi Đế cơ (溫儀帝姬)                | | Hoàng thứ nữ (皇次女) . Con gái thứ của Huyền Lăng, tiểu tự Lương Ngọc (良玉), mẹ là Tào Cầm Mặc, sau khi tào Cầm Mặc qua đời đều do Tề Nguyệt Tân nuôi dưỡng. | Trong phim Chân Hoàn truyện được sửa thành Ôn Nghi Công chúa |
| Lung Nguyệt Đế cơ (朧月帝姬)            | | Hoàng tam nữ (皇三女) . Con gái thứ 3 của Huyền Lăng, tiểu tự Quán Quán (綰綰), mẹ là Chân Huyên, do Phùng Nhược Chiêu nuôi dưỡng. Phiên ngoại đề cập Lung Nguyệt Đế cơ bị xét hòa phiên, phải gả cho bộ tộc biên giới man di là Hách Hách làm Vương phi, sinh 3 trai 1 gái. | Trong phim Chân Hoàn truyện được sửa thành Lung Nguyệt Công chúa |
| Hòa Mục Đế cơ (和睦帝姬)                | | Hoàng tứ nữ (皇四女) . Con gái thứ 4 của Huyền Lăng, tiểu tự Trân Li (珍縭), mẹ là Hồ Uẩn Dung, do Từ Yến Nghi nuôi dưỡng. Trong phiên ngoại đề cập, Chân Huyên hận Hồ Uẩn Dung nên vẫn giam cầm Hòa Mục Đế cơ trong cung, hơn 20 tuổi vẫn chưa xuất giá. Sau thay thế Tuyết Phách Đế cơ gả cho Chính nhị phẩm Gia Châu Phòng ngự sứ Lâu Quy Viễn (樓歸遠), con trai cả của Vĩnh Châu Đô đốc. | Nhân vật bị xóa bỏ trên phim |
| Linh Tê Đế cơ (靈犀帝姬)                | | Hoàng ngũ nữ (皇五女) . Con gái thứ 5 của Huyền Lăng, tiểu tự Uẩn Hoan (韞歡), mẹ là Chân Huyên, thai song sinh với Hoàng tam tử Triệu vương Dư Hàm. Thực tế là con gái của Thanh Hà vương Huyền Thanh. Phiên ngoại đề cập yêu say đắm em họ Dư Triệt của Bình Dương vương phủ, thực tế lại chính là em trai ruột cùng cha khác mẹ. Sau do đau khổ mà quyết định cả đời không xuất giá, trong cung tu hành. | Trong phim Chân Hoàn truyện được sửa thành Linh Tê Công chúa |
| Hoài Thục Đế cơ (懷淑帝姬)              | | Hoàng lục nữ (皇六女) . Con gái thứ 6 của Huyền Lăng, tiểu tự Tử Bội (子佩), mẹ là Giang Thấm Thủy. Thực tế là con của Giang Thấm Thủy cùng Vũ Lâm lang Lục Ly. | Nhân vật bị xóa bỏ trên phim |
| Tuyết Phách Đế cơ (雪魄帝姬)            | | Hoàng thất nữ (皇七女) . Con gái thứ 7 của Huyền Lăng, tiểu tự Thiên Vũ (芊羽), mẹ là Chân Huyên. Thực tế là con của Thanh Hà vương Huyền Thanh. Trong phiên ngoại đề cập do yêu Tống Dịch Phong mà không muốn lấy Lâu Quy Viễn, cuối cùng lựa chọn xuất gia tu hành. | Nhân vật bị xóa bỏ trên phim |
| Dư Triệt (予澈)                         | | Thanh Hà vương Độc tử (清河王獨子) → Bình Dương vương Thế tử (平陽王世子) . Con trai duy nhất hợp pháp của Huyền Thanh, mẹ là Trắc phi Vưu Tĩnh Nhàn. Sau khi mẹ bị hại, luôn được Ngọc Ẩn nuôi dưỡng. Sau khi Ngọc Ẩn tuẫn tình thì do Bình Dương vương Huyền Phần nuôi dưỡng. Lớn lên, nhân Bình Dương vương phủ không có con trai, lấy làm con thừa tự của Bình Dương vương. | Trong phim Chân Hoàn truyện được sửa thành Nguyên Triệt |
| Thừa Ý Công chúa (承懿翁主)             | | Chân Ninh Trưởng công chúa Độc nữ (真寧長公主獨女) . Tên thật Tuệ Sinh (慧生), con gái duy nhất của Chân Ninh Trưởng công chúa và Phò mã Trần Thuấn. Gả cho Chân Hành làm vợ kế. | Nhân vật bị xóa bỏ trên phim |

### Nhân vật khác
| Nhân vật                | Giới thiệu | Ghi chú |
| Thôi Cẩn Tịch (崔槿汐)  | Vốn theo hầu Khâm Nhân Thái phi, sau đến Đường Lê cung hầu, trở thành Thị tỳ cho Chân Huyên. Hầu cận Chân Huyên sau Hoán Bích và Lưu Chu, nhưng trở thành người đắc lực nhất. Cùng Thái giám hầu Huyền Lăng là Lý Trường có giao hảo, sau bị Chân Huyên trực tiếp đem làm đối thực hòng lấy lòng Lý Trường. Về sau Huyền Lăng ban làm thê tử cho Lý Trường, cấp phong "Chính nhất phẩm Thượng nghi" (正一品尚儀), có quyền thống lĩnh các cung nữ trong cung.                                                                                                  | |
| Ôn Thực Sơ (溫實初)     | Thái y của Thái y viện, thanh mai trúc mã với Chân Huyên. Ban đầu một lòng ái mộ Chân Huyên, giúp Chân Huyên làm Thái y tâm phúc, tham dự độc chết Tương Mục phi Tào Cầm Mặc, bảo vệ Chân Huyên trong thời gian ở Lăng Vân phong. Vì Chân Huyên từ chối tình cảm, sau mới cùng Thẩm Mi Trang nảy sinh tình cảm, say rượu giao hoan. Là cha ruột của Dư Nhuận. | |
| Lý Trường (李長)        | Thái giám thân cận của Huyền Lăng. Nhiều năm đi theo Huyền Lăng, có khả năng đoán được thánh ý. Về sau nhìn trúng Thôi Cẩn Tịch, cùng với Cẩn Tịch bị đưa đến Bạo thất, may mắn sau đó liền được xóa tội thả ra, trở về phục vụ Huyền Lăng. Nhân cái phúc sinh hạ thai song sinh trai gái, Chân Huyên thuận thế đẩy Cẩn Tịch làm đối thực với Lý Trường, thu phục Lý Trường làm tâm phúc, dò đoán ý đồ bên cạnh Huyền Lăng. | Trong phim Chân Hoàn truyện sửa tên Tô Bồi Thịnh - Thái giám tâm phúc có thật của Ung Chính Đế |
| Chân Hành (甄珩)        | Biểu tự Chất Thành (質成), anh cả của Chân Huyên, Chân Ngọc Ẩn, Chân Ngọc Diêu và Chân Ngọc Nhiêu. Người tài hoa lại thanh tú, là đối tượng duy nhất An Lăng Dung thầm yêu. Vợ là Tiết Thiến Đào (薛茜桃), sinh con trai tên Chân Trí Ninh (甄致寧), hai mẹ con khi bị giam trong ngục đã bị An Lăng Dung dùng chuột mắc bệnh dịch cắn chết. Từ đó Chân Hành phát điên không cưới vợ. Sau được con gái của Chân Ninh Trưởng công chúa là Thừa Ý Ông chúa nhìn trúng, nguyện gả cho Chân Hành làm vợ kế.                                                        | Nhân vật bị xóa bỏ trên phim |
| Chân Ngọc Diêu (甄玉姚) | Em gái của Chân Huyên, thứ tự trong nhà là thứ 3 nếu tính Chân Ngọc Ẩn. Nguyên bản cùng anh của Quản Văn Uyên đính ước, sau bại lộ Quản thị gia tộc lợi dụng làm điểm mấu chốt để hãm hại toàn bộ Chân gia. Sau khi bị từ hôn, Ngọc Diêu biết sự thật cũng tỏ ra chán nản và không muốn xuất giá, nhiều lần tự sát đều bị Chân Huyên ngăn cản. Sau thay Chân Huyên lấy Ma Cách Khả hãn của Hách Hách, được phong làm Tây Trướng Yên chi (西帳閼氏), sinh một con gái, về sau Đông trướng Yên chi của Ma Cách qua đời mà thuận lợi trở thành Hách Hách Đại phi. | Nhân vật bị xóa bỏ trên phim |
| Ma Cách (摩格)          | Tân Khả hãn của Hách Hách bộ tộc tại biên cương. Ái mộ Chân Huyên, mật nghị Huyền Lăng dùng Chân Huyên hòa thân, và Huyền Lăng thật sự đem Chân Huyên gả cho Ma Cách. Sau em gái Chân Huyên là Ngọc Diêu đứng ra thay thế, Ma Cách bèn lấy Ngọc Diêu làm Yên chi của Hách Hách. Chân Huyên được Huyền Thanh đưa về Đại Chu, trên đường mang thai và sinh ra Tuyết Phách Đế cơ. | Trong phim Chân Hoàn truyện sửa thành Khả hãn của Chuẩn Cát Nhĩ Hãn quốc Ung Chính không đưa Chân Hoàn đi hòa thân, chỉ dùng lý do để thử lòng Doãn Lễ, sau đó lấy cớ này để ép Chân Hoàn xử chết Doãn Lễ. |
| Mạc Ngôn (莫言)         | Ni cô ở chùa Cam Lộ, từng giúp đỡ Chân Huyên. Nguyên bản là vợ một nhà bình thường, sau do sinh con gái Hoa Nghi mà bị chồng đuổi đi, liền vào chùa Cam Lộ xuất gia làm ni. Sau biết con gái bị làm nhục, từ đây chán ghét đàn ông. Là nhân chứng chủ chốt trong sự kiện Quản Văn Uyên tố giác Chân Huyên và Ôn Thực Sơ. | Trong phim Chân Hoàn truyện lược bỏ chi tiết có con gái |
| Tịnh Bạch (靜白)        | Ni cô ở chùa Cam Lộ, từng làm khó dễ Chân Huyên. Sau cùng cung nữ Phỉ Văn và Quản Văn Uyên vu hãm Chân Huyên cùng Ôn Thực Sơ có tư tình, kết cuộc là cùng với Phỉ Văn bị hình cắt lưỡi và đánh cho đến chết. | |
| Lưu Chu (流朱)          | Thị nữ Hầu cận từ bé của Chân Huyên, cùng Hoán Bích vào cung. Sau vì xông ra khỏi Đường Lê cung để xin truyền Thái y cho Chân Huyên mà bị Thị vệ đâm chết. | |
| Hoa Nghi (花宜)         | Con gái Mạc Ngôn, tên thật A Nô (阿奴), bị đàn ông cưỡng bức nên bị đuổi ra khỏi chùa Cam Lộ. Sau làm Thị nữ cho Chân Huyên khi Hoán Bích gả cho Huyền Thanh. | Nhân vật bị xóa bỏ trên phim |
| Tiễn Thu (剪秋)         | Thị nữ của Chu Nghi Tu. Về sau vì án chi phí trong cung của Hoàng hậu và Nội vụ phủ không hợp mà bị đưa đến Bạo thất. Trong quá trình nghiêm hình không chịu khai, bèn cắn lưỡi tự sát. | |
| Hội Xuân (繪春)         | Thị nữ của Chu Nghi Tu. Về sau vì án chi phí trong cung của Hoàng hậu và Nội vụ phủ không hợp mà bị đưa đến Bạo thất. Trong quá trình nghiêm hình bèn khai ra chân tướng cái chết của Thuần Nguyên Hoàng hậu. | |
| Tú Hạ (繡夏)            | Thị nữ của Chu Nghi Tu. Về sau vì án chi phí trong cung của Hoàng hậu và Nội vụ phủ không hợp mà bị đưa đến Bạo thất. Trong quá trình nghiêm hình bèn khai ra chân tướng cái chết của Thuần Nguyên Hoàng hậu. | Nhân vật bị xóa bỏ trên phim |
| Nhiễm Đông (染冬)       | Thị nữ của Chu Nghi Tu. Trong sự kiện Quản Văn Uyên tố cáo Chân Huyên và Ôn Thực Sơ gian díu, gánh tội chuyện Hoàng hậu lấy phèn chua vào chén nước trích huyết nghiệm thân. | Trong phim Chân Hoàn truyện bị xóa vai, đưa hành trạng qua cho Hội Xuân |
| Cúc Thanh (菊清)        | Thị nữ của Chân Huyên trong Đường Lê cung, sau ban cho An Lăng Dung. Bị An Lăng Dung hạ độc chết. | |
| Hoa Tuệ (花穗)          | Thị nữ của Chân Huyên trong Đường Lê cung, vốn là Thị tỳ của Dư Canh y, hiệp trợ Dư thị hạ độc Chân Huyên. Bị xử tử. | |
| Hạ Nguyệt Tinh (夏月菁) | Tú nữ, con gái Tân Phù tư sĩ Tham quân | Trong phim Chân Hoàn truyện được sửa thành Hạ Đông Xuân |